# Portret Antonia de Porcel

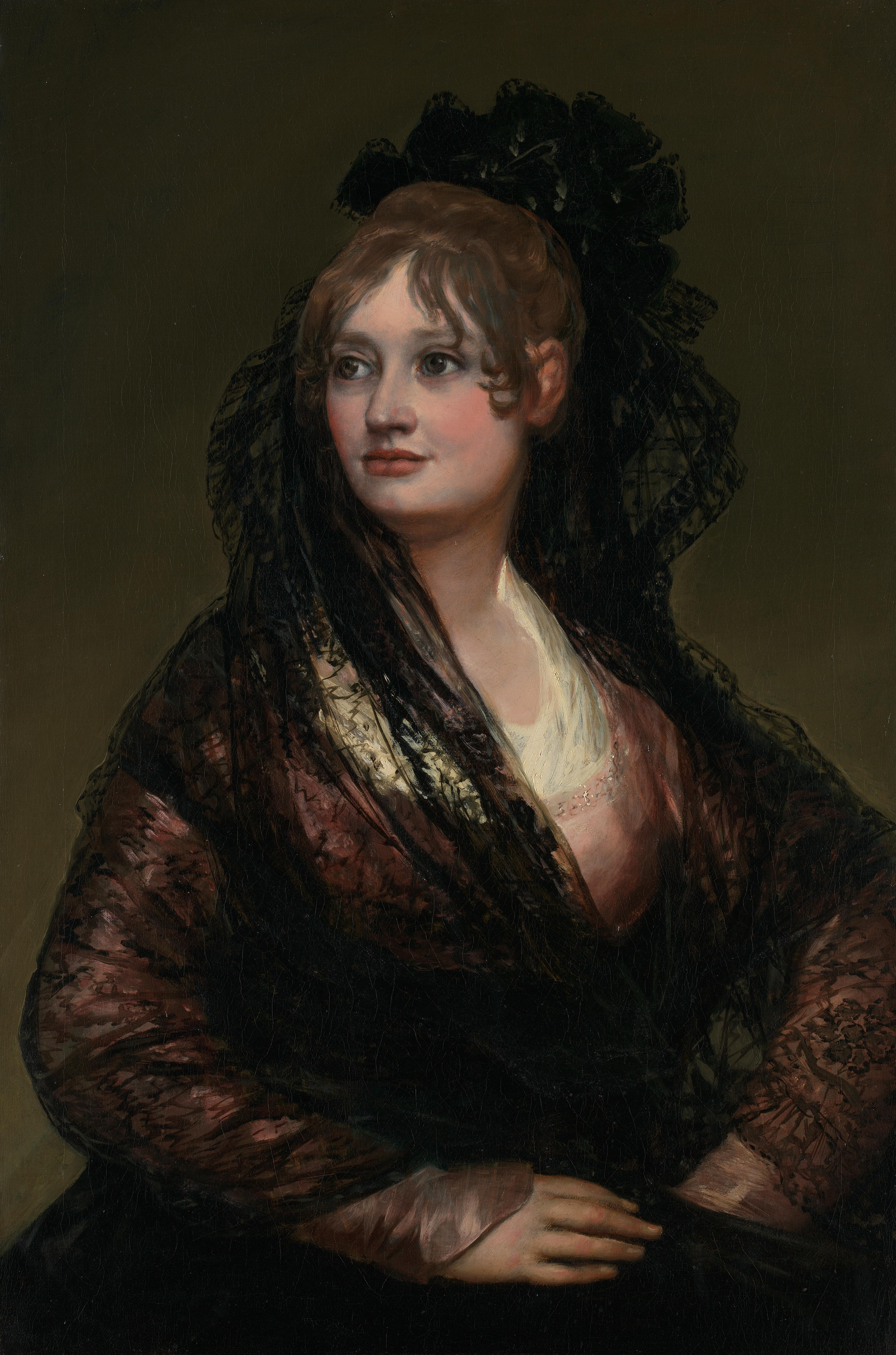
Portret Isabeli de Porcel, 1805

Portret Antonia de Porcel (hiszp. Retrato de Antonio de Porcel) – obraz olejny hiszpańskiego malarza Francisca Goi przedstawiający arystokratę Antonia de Porcel. Portret uległ zniszczeniu w pożarze w 1953.

## Okoliczności powstania
Antonio de Porcel Román (1775–1832), pochodzący z Grenady, był protegowanym księcia Manuela Godoya i przyjacielem oświeceniowego polityka Gaspara Jovellanosa. Prawdopodobnie Jovellanos przedstawił mu Goyę, który mieszkał w tej samej dzielnicy Madrytu, niedaleko domu Porcelów. Goya namalował portret Antonia w 1806 oraz jego drugiej żony Isabeli w zbliżonym czasie. Obrazy powstały prawdopodobnie jako wyraz wdzięczności za gościnność okazaną malarzowi w domu Porcelów w Grenadzie. Oba portrety zostały przez malarza zaprezentowane na wystawie Królewskiej Akademii Sztuk Pięknych św. Ferdynanda w Madrycie.

## Opis obrazu
Goya przedstawił Anotnia de Porcel jako myśliwego. Model siedzi w fotelu lekko zwrócony w prawo, jedną ręką głaszcze psa, który spogląda na swojego pana, a w drugiej trzyma strzelbę. Tło jest ciemne i jednolite. W górnej części obrazu po lewej stronie znajduje się inskrypcja: D. Antonio Porcel por su amigo Goya 1806 (Antonio Porcel [namalowany] przez swojego przyjaciela Goyę 1806).

## Proweniencja
Portrety małżonków pozostały w ich domu do 1887, potem zostały sprzedane przez spadkobierców (kolekcja Porcel y Zayas w Grenadzie). Portret Isabeli trafił do National Gallery w Londynie, a portret Antonia w 1898 zakupił Miguel Cané, argentyński minister i ambasador. Obraz był eksponowany w elitarnym Jockey Club w Buenos Aires, gdzie został zniszczony 15 kwietnia 1953 w pożarze pałacu, będącego siedzibą klubu. Ogień został podłożony przez peronistów, przepadły wtedy liczne dzieła sztuki, włączając inne obrazy Goi, takie jak Burza oraz szkic do kartonu do tapiserii Wesele.